# Hecatera spinaciae
Hecatera spinaciae är en fjärilsart som beskrevs av C. F. Vieweg 1789. Hecatera spinaciae ingår i släktet Hecatera och familjen nattflyn. Inga underarter finns listade i Catalogue of Life.